# Тусклый скрытохвост
Тусклый скрытохвост, или светлобровый скрытохвост, или тусклый криптуреллус (лат. Crypturellus transfasciatus), — вид птиц из семейства тинаму. Подвидов не выделяют. Распространён в сухих тропических лесах Перу и Эквадора.

## Описание
Тусклый скрытохвост достигает длины 25,5—29 см; самцы весят в среднем 273 г, а самки – 293 г. У взрослых самцов макушка тёмно-коричневая, окаймленное снизу заметной беловатой надбровной дугой. Верхняя часть тела обычно от серовато-оливковой до рыжевато-коричневой, нижняя часть спины с узкой чёрной полосой. Кроющие перья крыла со светлыми полосами и кончиками. Горло белое. Нижняя часть шеи, грудь и бока груди бледно-серые. Нижняя часть груди, брюхо и подхвостье от белого до охристо-белого цвета; бока и нижние кроющие перья хвоста с чёрными полосками. Взрослые самки похожи на самцов, но кроющие перья крыльев, маховые перья и середина спины до кроющих перьях хвоста испещрены чёрными и охристыми полосками. Радужная оболочка оливково-коричневая или коричневая. Надклювье серое, грифельно-серое или чёрное; подклювье розоватое, белое или бледно-жёлтое, с тёмным кончиком. Цевка и пальцы ног оранжевые, бледно-оранжевые или розовые.

## Поведение

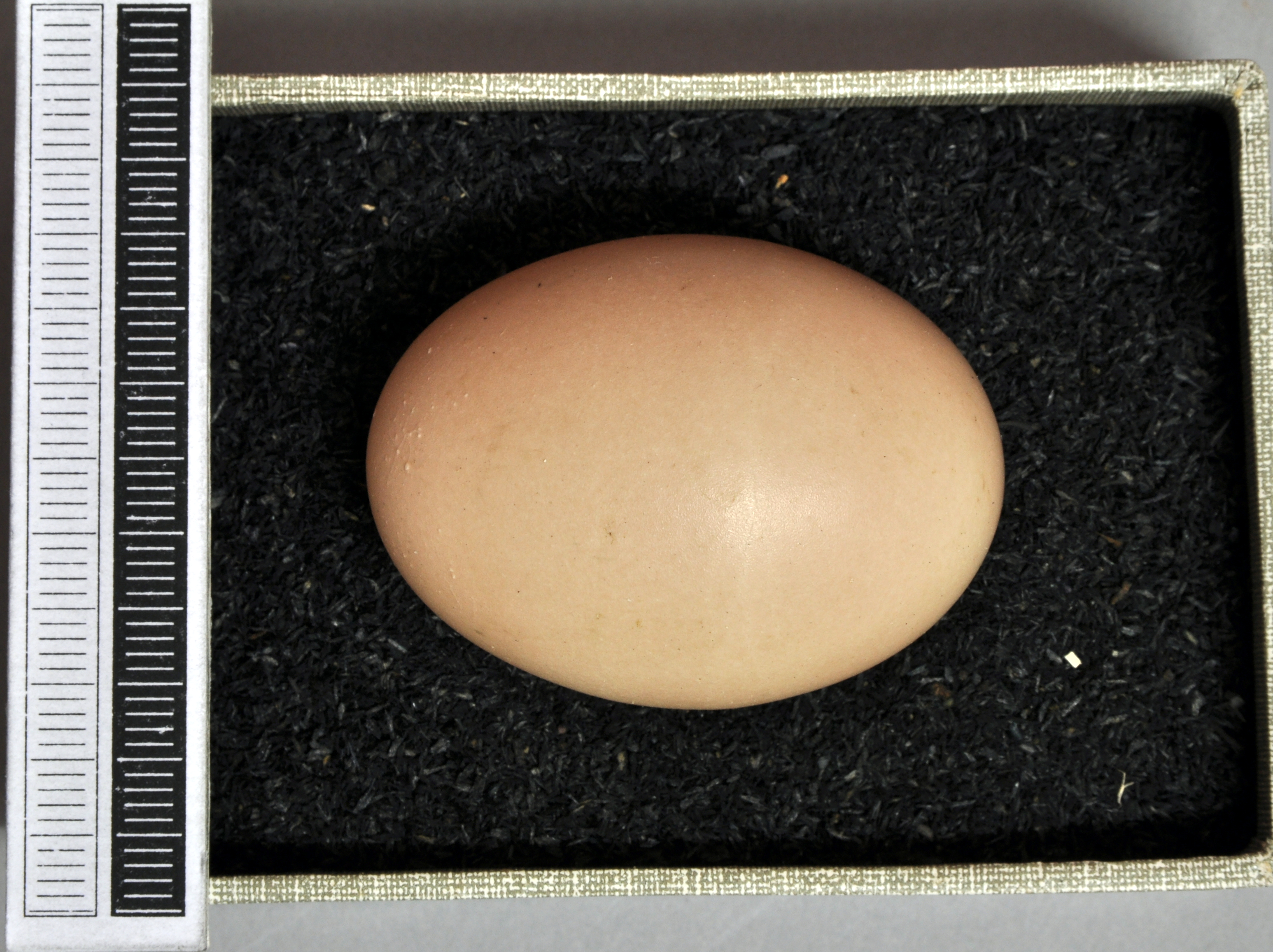
Яйцо из коллекции Музея Висбадена

Как и другие тинаму, тусклые скрытохвосты питаются фруктами, небольшим количеством беспозвоночных, семенами, корешками, словом, тем, что они могут найти на земле или вблизи неё.

## Распространение
Живут в аридных тропических и субтропических лесах в Эквадоре и Перу на высотах до 1500 м над уровнем моря.